# Diebgraben
Der Diebgraben ist ein rechter Nebenfluss der Pegnitz im Gemeindegebiet von Reichenschwand im Nürnberger Land.

## Geographie

### Verlauf
Der Diebgraben entspringt auf etwa 382 m ü. NHN am Südhang des Rödelbergs (391 m ü. NHN) nordwestlich über der Ortsmitte von Reichenschwand. Man kann den Bach eher mit einem Rinnsal vergleichen. Er durchfließt den Wald bis zur Rödelbergstraße am nördlichen Ortsrand von Reichenschwand und nimmt dabei einen etwas kürzeren Seitenast auf. Danach unterquert er die Bahnlinie Nürnberg-Hersbruck. Am westlichen Ortsende von Reichenschwand fließt er kurz der B 14 entlang nach Westen und unterquert sie dann. Jenseits mündet der Diebgraben nach wenigen Schritten auf etwa 325 m ü. NHN von rechts in die Pegnitz.

### Flusssystem Pegnitz
- Fließgewässer im Flusssystem Pegnitz